# Szczecinki skroniowe
Szczecinki skroniowe – rodzaj szczecinek występujący na głowie muchówek.
Szczecinki te położone są zwykle bliżej krawędzi oka niż szczecinki orbitalne. Na skroniach mogą współwystępować z częścią szczecinek orbitalnych dolnych, z którymi nie należy ich mylić.